# 秦廷奏
秦廷奏（16世紀—1640年代），字聖俞，北直隸廣平府曲周縣人，明朝政治人物。

## 生平
秦廷奏是天啟元年（1621年）順天鄉試舉人，崇禎元年（1628年）成進士，獲授輝縣知縣，轉任臨潁、汝陽都有廉明聲譽。因在汝陽期間防備流寇有法，得擢升為御史巡按宣大，他在當地調度規劃得宜，邊境因而安定，很快因為過勞在任內去世，追贈太僕寺少卿。

## 引用
1. 1 2  同治《曲周縣志·卷十七·人物》：秦廷奏，字聖俞，崇禎進士，厯知輝縣、潁上【臨潁】、汝陽皆以廉明稱，在汝值闖亂禦備有方；擢御史巡按宣大，巖疆多事、羽檄紛馳、調度兵食、規畫戰守，邊境賴之。尋以勞悴卒於官，贈太僕寺少卿。
2. ↑  同治《曲周縣志·卷八·選舉》：秦廷奏，天啟辛酉科（舉人），崇禎戊辰進士